# 赫伯特·麦考莱
奥拉因卡·赫伯特·塞缪尔·希拉斯·巴德莫斯·麦考莱（英语：Olayinka Herbert Samuel Heelas Badmus Macaulay，1864年11月14日—1946年5月7日）尼日利亚民族主义者、政治家、测量师、工程师、建筑师、记者和音乐家，被许多尼日利亚人认为是尼日利亚民族主义的创始人。

## 家庭背景
1864年11月14日，赫伯特·麦考莱出生位于拉各斯布罗德大街的家庭。他的父母托马斯·巴宾顿·麦考莱（Thomas Babington Macaulay ）与阿比盖尔·克劳瑟（Abigail Crowther）是从今尼日利亚地区被抓获者的子女，在被英国皇家海军西非中队重新安置在塞拉利昂后，最终返回到祖籍地尼日利亚。而托马斯·巴宾顿·麦考莱是尼日利亚第一所中学——拉各斯教会文法学校的创始人。

## 教育
麦考莱于1869年进入小学，并于1869年至1877年就读于拉各斯圣保罗面包树学校以及拉各斯教会文法学校，1877年至1880年10月，他在拉各斯教会文法学校接受中等教育。1878年他父亲去世时，他还在这所学校就读。
1880年，他加入了祖父的贸易轮船活动，开始了横跨尼日尔河的贸易与传教之旅，游历了波尼、洛科贾、格贝和布拉斯等城市。在进入一所基督教教会学校后，他在拉各斯的公共工程部担任文书助理和索引员。
此后，麦考莱于1890年7月1日离开拉各斯，前往英国进修。1891年至1894年期间，他在英国普利茅斯学习土木工程，师从普利茅斯的城市测量师和水利工程师贝拉米（G.D.Bellamy）。1893年，他从伦敦的英国皇家建筑师学院毕业。
麦考莱也是一位多才多艺的音乐家，他获得了伦敦圣三一学院的音乐证书和伦敦国际音乐学院的小提琴演奏证书。

## 职业生涯
1893年9月回到拉各斯后，他继续在殖民地服务，担任皇家土地测量员。1898年9月，由于对英国在拉各斯殖民地的统治以及约鲁巴兰和尼日尔海岸保护区作为英国保护国的地位越来越反感，他辞去了土地检查员的职务。在此期间，其英国上司对其提出滥用职权的指控，并有官方文件称其谋取私利。
1898年10月，他获得了公证员执照。作为测量员为许多房产进行估值工作。

## 反对英国殖民统治
在二十世纪初，麦考利与许多拉各斯的社会名流有联系。作为私人测量师，对殖民主义的态度是较为温和的。然而，到20世纪00年代末，他开始从本职工作与社会活动转而成为政治活动家，并加入了反奴隶制和保护原住民协会。麦考莱作为尼日利亚第一位非洲主教阿加伊·克劳瑟的孙子，不太可能受到广大群众的拥护。而他出生的拉各斯，在政治上被划分为按等级顺序排列的社群——居住在豪华海滨区域的英国当局，居住在西部的萨洛人和其他奴隶后裔，以及居住在葡萄牙城白人区后面的巴西人。在这三个城区的背后，居住着真正的拉各斯人，即广大的约鲁巴人，他们不受享有特权的邻居们的欢迎。直到麦考莱生活的时代，萨洛人和巴西人才开始考虑为大众建立共同事业。英国人声称他们在治理国家时“把本地人的真正利益放在心上”，他批评道：“‘本地人真正利益’的维度在代数上等于白人口袋的长度、宽度和深度。”
1908年，他揭露了欧洲在处理铁路财政方面的腐败。
1909年，他公开反对禁止烈酒进入尼日利亚，他认为这将最终导致政府收入减少，并随后增加税收。
1919年，他在伦敦英国枢密院前成功地为那些土地被殖民政府夺走的酋长们辩护。为此，殖民政府被迫向酋长们支付赔偿金。
麦考莱总结了1900至1930年期间在拉各斯的生活中殖民政府的三个主要问题，包括供水率、拉各斯奥巴（约鲁巴人首领）和拉各斯中央清真寺伊玛目的选举。他通过以殖民地没有代表权为理由反对殖征税，来帮助对拉各斯供水率问题的解决。他还鼓动由拉各斯奥巴和拉各斯酋长们组成的伊卢委员会反对一些殖民政策。
麦考莱在拉各斯的形象因奥卢瓦土地案而得到加强。阿姆都·蒂贾尼·奥卢瓦是一位传统酋长，他对强制征用其在阿帕帕的家族土地而不给予补偿提出质疑。在最高法院的上诉失败后，将案件提交至伦敦的枢密院。麦考莱以奥卢瓦的私人秘书和奥巴代表的身份前往伦敦，并发表了被殖民当局认为威胁的言论。
为了推进他的政治活动，麦考莱参与创办了《尼日利亚每日新闻》（Nigerian Daily News），他曾多次在这个报刊上发表评论文章。
他利用《每日新闻》作为宣传武器批评他的对手和以前的朋友，而其政治观点亦引起众多拉各斯精英间的分歧。
1923年6月24日，麦考莱于建立了尼日利亚第一个政党———尼日利亚民族民主党（NNDP）。这一政党在1923年、1928年和1933年的尼日利亚立法委员会选举中赢得了所有三个非官员议席。
尽管该党的主要职能是将候选人选入立法委员会，但其更广泛的目标是促进尼日利亚的民主，提高尼日利亚人对尼日利亚社会、经济和教育发展的参与程度。

## 支持英国殖民统治
1931年，麦考莱与英国人的关系开始改善，当局甚至与麦考莱举行了会谈。
而在1938年，更为激进的尼日利亚青年运动在拉各斯鎮議會选举中超過他所领导的尼日利亚民族民主党。

## 法律问题
麦考莱曾两次因拉各斯的殖民当局对其定罪而被禁止竞选公职——第一次是欺诈罪，第二次是煽动罪。

### 挪用资金
1913年，在从事测量师和建筑师工作的时期，麦考莱曾因一度面临财务困难而挪用了其担任遗产执行人的遗产基金。在这一行为被发现后，当局对他判处了两年监禁。
但历史学家帕特里克·德莱-科尔(Patrick Dele-Cole)概述的证据表明，麦考莱可能在1913年的审判中受到了不公平的迫害。检察官罗伯特·欧文(Robert Irving)是赫伯特·麦考莱的房客，而麦考莱曾于1912年12月3日获得法院命令，将罗伯特·欧文逐出。所以推测罗伯特·欧文可能是在进行私人报复。
此外，麦考莱的律师在案件审理过程中也遇到了严重的困难，因而难以为麦考莱提供可靠的辩护。例如，麦考莱的律师无法在拉各斯找到治安法官以寻求保释。
在其他事件中，曾出现代理首席大法官在五名法庭陪审员作出无罪裁决时仍对麦考莱罚款100英镑的情况。
科尔在概述中还强调了麦考莱对信托的谨慎透明——在麦考莱的请求下，遗嘱执行人的遗嘱被公开宣读，并向遗嘱的受益人解释了他为清偿债务而获得的贷款（事实上，麦考莱的侄女是主要受益人，并且她肯定没有要求欧文去起诉此案）。但麦考莱被判“意图欺诈”。最后，科尔认为，五年的刑期（原文如此）对于麦考莱而言“异常严厉”。

### 火药阴谋
麦考莱的第二个法律问题是“火药阴谋案”。
当英国枢密院决定一位流亡在外的奥巴——埃舒格巴伊·艾莱科可以申请人身保护令状时，拉各斯人非常兴奋，因为这表明这位受欢迎的奥巴将恢复原职。
而《拉各斯每日新闻报》刊登文章造谣称，由于枢密院保护艾莱科的决定，殖民当局将在拉各斯炸毁艾莱科的车辆。
在火药阴谋案中，麦考莱因煽动罪被判处六个月监禁，在布罗德街监狱服刑，不受苦役与罚款。被定罪时麦考莱已64岁，监禁反而使他在尼日利亚的知名度得以提升。

## 与亨利·卡尔的恩怨
目前尚不清楚麦考莱和亨利·罗林森·卡尔之间的激烈仇恨是如何发展的，但他们的争端有据可查。
卡尔认为麦考莱缺乏诚信，利用拉各斯的多孙姆家族谋取私利。
卡尔在日记中提到麦考莱时说：“在我们接触的所有人类怪物中，没有一个表现出这个人的恶魔般的聪明才智”，并总结麦考莱是“扭曲的头脑和危险的傻瓜”。
麦考莱因服刑而被禁止参与政治活动，但他通过创立并控制尼日利亚民族民主党而成为了政坛的“造王者”。卡尔对这样的政治现实表达了厌恶。
卡尔与麦考莱的斗争十分激烈。1924年，麦考莱发表了一篇恶意的报道，题为“亨利·卡尔必须走”（"Henry Carr Must Go"）。
在这份诽谤性的刊物中，麦考莱谎称卡尔的父亲阿姆渥·卡尔（Amuwo Carr）抛弃了妻子，以一夫多妻者的身份定居在阿贝奥库塔。考虑到阿姆渥·卡尔健康状况不佳，几乎失明并最终在阿博库塔病故，这种攻击是不真实的。麦考莱在媒体上对卡尔的恶毒攻击，使卡尔在拉各斯的公众面前的形象崩塌。
另一方面，麦考莱认为卡尔应对政府在艾利科奥巴土地案上的顽固立场负责。而他在“亨利·卡尔必须走”中评价卡尔：“无论如何，他已经毫无疑问地成为了‘中心之王’（Head Centre）、‘大头针’（King Pin）。他的马屁精们将其称之为强大的影响力或官方（殖民当局）支持的主要动力，在这著名的能言善辩的少数派背后，卡尔先生一直将他获得的官方威望的全部分量都推到了那一边，从而表现出一种不可容忍的党派偏见……这是致命的和令人憎恶的。”

## 晚年生活
1944年，麦考莱参与共同创立了尼日利亚和喀麦隆国民议会，和纳姆迪·阿齐基韦共同担任主席。
尼日利亚和喀麦隆国民议会定位为一个爱国组织，旨在团结尼日利亚各界人士以推动独立。
1946年，麦考莱在卡诺病倒，于5月7日在拉各斯去世。麦考莱生前的最后一句话是：
"告诉国民议会的代表们，为麦考莱放在他们所在的地方停留四天，然后继续前进。
Tell the National Council delegates to halt wherever they are for four days for Macualay and then carry on.
告诉奥格德让旗帜继续飘扬。
Tell Oged to keep the flag flying."
- 注：奥格德，指赫伯特·麦考莱的儿子奥利弗·奥格登贝·麦考莱。

国民议会的领导层跟随了后来成为尼日利亚首任总统的纳姆迪·阿齐基韦。
1946年5月11日，麦考莱被安葬在拉各斯的伊科伊公墓。纳姆迪·阿齐基韦在麦考莱的葬礼上发表了葬礼致辞。
艾萨克·巴巴洛拉·托马斯（Isaac Babalola Thomas），以及阿克德埃科（Akede Eko）的编辑与业主是麦考莱的遗愿和遗嘱的执行人。

## 伊巴丹大学图书馆的麦考莱文件
麦考莱的私人收藏被归为“麦考莱文件”存于伊巴丹大学图书馆的非洲区。
“麦考莱文件”包括各种各样的政治小册子、报纸以及政府文件。此外还包括个人文件、信件、日记和照片等。

## 荣誉
自1979年起，麦考莱一直是1奈拉纸币的画像人物。直到1991年，小额奈拉硬币化后，这张纸币被一枚同样有麦考莱画像的硬币所取代。

## 私生活
1898年12月，麦考莱与一位非洲警察总监的女儿卡罗琳·普拉特结婚。1899年8月，卡罗琳死于难产，两人的婚姻宣告结束。麦考利自此发誓再也不结婚。
尽管麦考莱确实没有再婚，但他拥有着多个情人，包括从巴西回到祖籍地拉各斯的达·苏扎女士，她享寿90多岁，并与麦考莱生了几个孩子。
麦考莱据信是第一个拥有汽车的尼日利亚人。
虽然麦考莱出生在虔诚的英国圣公会家庭，但他同样接受了非洲本土的宗教传统，并迷信于巫术活动。他的一些文章描述了算命师和占卜师的说明，包含禁忌、占卜等。
麦考利是维多利亚时代拉各斯的社会名流。他曾在他位于亚巴的巴尔比纳街8号的住所（基尔斯腾大厅，以他的德国领事朋友Arthur Kirsten的名字命名）组织了音乐会。
麦考莱因能获得机密情报获得了“基尔斯滕大厅巫师”的绰号。他花费很多钱以维持一个线人网络。殖民地政府的会议记录经常会因此被与麦考利有关的报纸所披露。在伊巴丹大学图书馆非洲部分的麦考莱文件中可以找到殖民政府文件和电报的完整部分。